# 세나 (방송인)
세나(2002년 6월 25일 ~ )는 대한민국의 연예인이다.

## 출연

### 방송
- KBS 인생극장
- KBS 여유만만
- SBS 글로벌 붕어빵
- 투니버스 막이래쇼:무작정여행단
- KBS2 내편 남편
- 엄마가 뭐길래